# Antonio Monselesan
Antonio Monselesan (auch Tony Norton; * 2. August 1941 in Italienisch-Libyen; † 25. Februar 2015 in Lucca) war ein italienischer Schauspieler und Boxtrainer.

## Leben
Antonio Monselesan wurde als Sohn eines venezischen Vaters und einer apulischen Mutter in der damaligen italienischen Kolonie Libyen geboren. Nach dem Zweiten Weltkrieg ging die Familie nach Borgo a Mozzano, später nach Rom. Als Boxer kämpfte Antonio Monselesan im Mittelgewicht und arbeitete während der 1960er Jahre als Waffenmeister, Arrangeur von Kampfszenen und Kleindarsteller beim Film. Neben seiner Karriere als Boxtrainer erhielt er ab 1968 auch substantiellere Rollen, die er unter dem Pseudonym Tony Norton spielte. Am bekanntesten sind dabei seine Darstellungen in actionreichen Komödien als (nicht nur intellektuell) unterlegener Gegner von u. a. Bud Spencer und Terence Hill. Bis Mitte der 1970er Jahre spielte er in fast dreißig Filmen, ab 1973 auch für seine mit Mario Gariazzo gegründete Produktionsfirma Norma Film.
Ab 1980 widmete sich Antonio Monselesan wieder dem Boxsport und trainierte in Spanien und ab 2005 in Lucca zahlreiche Faustkämpfer.
Am 25. Februar 2015 verstarb Antonio Monselesan nach längerer Krankheit in Lucca.

## Filmografie (Auswahl)
- 1968: Rose rosse per il führer
- 1968: Für ein paar Leichen mehr (Sonora)
- 1968: Die Stunde der Aasgeier (Carogne si nasce)
- 1969: Die fünf Gefürchteten (Un esercito di cinque uomini)
- 1970: Die rechte und die linke Hand des Teufels (Lo chiamavano Trinità)
- 1971: Vier Fäuste für ein Halleluja (…continuavano a chiamarlo Trinità)
- 1971: Zeig mir das Spielzeug des Todes (Il giorno del giudizio)
- 1972: Verflucht, verdammt und Halleluja (E poi lo chiamarono il magnifico)
- 1972: Vier fröhliche Rabauken (Sotto a chi tocca!)
- 1973: Die gnadenlose Hand des Gesetzes (La mano spietata della legge)
- 1973: Kennst Du das Land, wo blaue Bohnen blüh’n? (Lo chiamavano Tresette… giocava sempre col morto)
- 1974: Dicke Luft in Sacramento (Di Tresette ce n'è uno, tutti gli altri son nessuno)
- 1974: Die gnadenlose Hand des Gesetzes (La mano spietata della legge)
- 1975: Zwei irre Typen mit ihrem tollen Brummi/Toby & Butch – wie zwei sanfte Engel (Simone e Matteo un gioco da ragazzi)